# Shipmeadow
Shipmeadow eller Scipmedu eller Schippe-meadowe är en by och en civil parish i distriktet East Suffolk i grevskapet Suffolk i England. Orten har 162 invånare (2001). Byn nämndes i Domedagsboken (Domesday Book) år 1086, och kallades då Scipmedu/Scipmetdua.